# Divisiones administrativas de Heilongjiang
Heilongjiang, provincia de la República Popular China, consta de las siguientes divisiones administrativas:
- 13 Divisiones de nivel de prefectura
  - 12 Ciudades de nivel de prefectura
  - 1 Prefectura
- 130 Divisiones de nivel de distrito
  - 19 Ciudades de nivel de distrito
  - 45 Distritos
  - 1 Distrito autónomo
  - 65 Sectores
- 1314 Divisiones de nivel de municipio
  - 475 Ciudades
  - 400 Municipios
  - 58 Municipios étnicos
  - 381 Subsectores

La siguiente tabla lista sólo las divisiones de nivel de prefectura y de nivel de distrito:
| Nivel de prefectura                                         | Nivel de distrito                  | Nivel de distrito     | Nivel de distrito            | #  | Población (2010) | Área (km²) | Densidad (hab./km²) | Mapa |
| Nivel de prefectura                                         | Nombre                             | Chino (S)             | Pinyin                       | #  | Población (2010) | Área (km²) | Densidad (hab./km²) | Mapa |
| ----------------------------------------------------------- | ---------------------------------- | --------------------- | ---------------------------- | -- | ---------------- | ---------- | ------------------- | ---- |
| Ciudad de Harbin 哈尔滨市 Hā'ěrbīn Shì                      | Distrito de Daoli                  | 道里区                | Dàolǐ Qū                     | 1  | 923 762          | 479        | 1929                |      |
| Ciudad de Harbin 哈尔滨市 Hā'ěrbīn Shì                      | Distrito de Nangang                | 南岗区                | Nángǎng Qū                   | 2  | 1 343 857        | 183        | 7,343               |      |
| Ciudad de Harbin 哈尔滨市 Hā'ěrbīn Shì                      | Daowai                             | 道外区                | Dàowài Qū                    | 3  | 906 421          | 257        | 3,527               |      |
| Ciudad de Harbin 哈尔滨市 Hā'ěrbīn Shì                      | Xiangfang                          | 香坊区                | Xiāngfáng Qū                 | 4  | 916 408          | 340        | 2695                |      |
| Ciudad de Harbin 哈尔滨市 Hā'ěrbīn Shì                      | Distrito de Pingfang               | 平房区                | Píngfáng Qū                  | 5  | 190 253          | 94         | 2024                |      |
| Ciudad de Harbin 哈尔滨市 Hā'ěrbīn Shì                      | Distrito de Songbei                | 松北区                | Sōngběi Qū                   | 6  | 236 848          | 736        | 322                 |      |
| Ciudad de Harbin 哈尔滨市 Hā'ěrbīn Shì                      | Distrito de Hulan                  | 呼兰区                | Hūlán Qū                     | 7  | 764 534          | 2186       | 350                 |      |
| Ciudad de Harbin 哈尔滨市 Hā'ěrbīn Shì                      | Distrito de Acheng                 | 阿城区                | Àchéng Qū                    | 8  | 596 856          | 2770       | 215                 |      |
| Ciudad de Harbin 哈尔滨市 Hā'ěrbīn Shì                      | Distrito de Shuangcheng            | 双城区                | Shuāngchéng Qū               | 9  | 825 634          | 3112       | 265                 |      |
| Ciudad de Harbin 哈尔滨市 Hā'ěrbīn Shì                      | Ciudad de Shangzhi                 | 尚志市                | Shàngzhì Shì                 | 10 | 585 386          | 8895       | 66                  |      |
| Ciudad de Harbin 哈尔滨市 Hā'ěrbīn Shì                      | Ciudad de Wuchang                  | 五常市                | Wǔcháng Shì                  | 11 | 881 224          | 7512       | 117                 |      |
| Ciudad de Harbin 哈尔滨市 Hā'ěrbīn Shì                      | Condado de Yilan                   | 依兰县                | Yīlán Xiàn                   | 12 | 388 319          | 4672       | 83                  |      |
| Ciudad de Harbin 哈尔滨市 Hā'ěrbīn Shì                      | Condado de Fangzheng               | 方正县                | Fāngzhèng Xiàn               | 13 | 203 853          | 2993       | 68                  |      |
| Ciudad de Harbin 哈尔滨市 Hā'ěrbīn Shì                      | Condado de Bin                     | 宾县                  | Bīn Xiàn                     | 14 | 551 271          | 3846       | 143                 |      |
| Ciudad de Harbin 哈尔滨市 Hā'ěrbīn Shì                      | Condado de Bayan                   | 巴彦县                | Bāyàn Xiàn                   | 15 | 590 555          | 3138       | 188                 |      |
| Ciudad de Harbin 哈尔滨市 Hā'ěrbīn Shì                      | Condado de Mulan                   | 木兰县                | Mùlán Xiàn                   | 16 | 277 685          | 3602       | 77                  |      |
| Ciudad de Harbin 哈尔滨市 Hā'ěrbīn Shì                      | Condado de Tonghe                  | 通河县                | Tōnghé Xiàn                  | 17 | 210 650          | 5755       | 37                  |      |
| Ciudad de Harbin 哈尔滨市 Hā'ěrbīn Shì                      | Condado de Yanshou                 | 延寿县                | Yánshòu Xiàn                 | 18 | 242 455          | 3226       | 75                  |      |
| Ciudad Qiqihar 齐齐哈尔市 Qíqíhā'ěr Shì                     | Sector de Longsha                  | 龙沙区                | Lóngshā Qū                   |    |                  |            |                     |      |
| Ciudad Qiqihar 齐齐哈尔市 Qíqíhā'ěr Shì                     | Sector de Jianhua                  | 建华区                | Jiànhuá Qū                   |    |                  |            |                     |      |
| Ciudad Qiqihar 齐齐哈尔市 Qíqíhā'ěr Shì                     | Sector de Tiefeng                  | 铁峰区                | Tiěfēng Qū                   |    |                  |            |                     |      |
| Ciudad Qiqihar 齐齐哈尔市 Qíqíhā'ěr Shì                     | Sector de Ang'angxi                | 昂昂溪区              | Áng'ángxī Qū                 |    |                  |            |                     |      |
| Ciudad Qiqihar 齐齐哈尔市 Qíqíhā'ěr Shì                     | Sector de Fularji                  | 富拉尔基区            | Fùlā'ěrjī Qū                 |    |                  |            |                     |      |
| Ciudad Qiqihar 齐齐哈尔市 Qíqíhā'ěr Shì                     | Sector de Nianzishan               | 碾子山区              | Niǎnzishān Qū                |    |                  |            |                     |      |
| Ciudad Qiqihar 齐齐哈尔市 Qíqíhā'ěr Shì                     | Sector de Meilisi Daur             | 梅里斯 达斡尔族区     | Méilǐsī Dáwò'ěrzú Qū         |    |                  |            |                     |      |
| Ciudad Qiqihar 齐齐哈尔市 Qíqíhā'ěr Shì                     | Ciudad Nehe                        | 讷河市                | Nēhé Shì                     |    |                  |            |                     |      |
| Ciudad Qiqihar 齐齐哈尔市 Qíqíhā'ěr Shì                     | Distrito de Longjiang              | 龙江县                | Lóngjiāng Xiàn               |    |                  |            |                     |      |
| Ciudad Qiqihar 齐齐哈尔市 Qíqíhā'ěr Shì                     | Distrito de Yi'an                  | 依安县                | Yī'ān Xiàn                   |    |                  |            |                     |      |
| Ciudad Qiqihar 齐齐哈尔市 Qíqíhā'ěr Shì                     | Distrito de Tailai                 | 泰来县                | Tàilái Xiàn                  |    |                  |            |                     |      |
| Ciudad Qiqihar 齐齐哈尔市 Qíqíhā'ěr Shì                     | Distrito de Gannan                 | 甘南县                | Gānnán Xiàn                  |    |                  |            |                     |      |
| Ciudad Qiqihar 齐齐哈尔市 Qíqíhā'ěr Shì                     | Distrito de Fuyu                   | 富裕县                | Fùyù Xiàn                    |    |                  |            |                     |      |
| Ciudad Qiqihar 齐齐哈尔市 Qíqíhā'ěr Shì                     | Distrito de Keshan                 | 克山县                | Kèshān Xiàn                  |    |                  |            |                     |      |
| Ciudad Qiqihar 齐齐哈尔市 Qíqíhā'ěr Shì                     | Distrito de Kedong                 | 克东县                | Kèdōng Xiàn                  |    |                  |            |                     |      |
| Ciudad Qiqihar 齐齐哈尔市 Qíqíhā'ěr Shì                     | Distrito de Baiquan                | 拜泉县                | Bàiquán Xiàn                 |    |                  |            |                     |      |
| Ciudad Heihe 黑河市 Hēihé Shì                               | Sector de Aihui                    | 爱辉区                | Àihuī Qū                     |    |                  |            |                     |      |
| Ciudad Heihe 黑河市 Hēihé Shì                               | Ciudad Bei'an                      | 北安市                | Běi'ān Shì                   |    |                  |            |                     |      |
| Ciudad Heihe 黑河市 Hēihé Shì                               | Ciudad Wudalianchi                 | 五大连池市            | Wǔdàliánchí Shì              |    |                  |            |                     |      |
| Ciudad Heihe 黑河市 Hēihé Shì                               | Distrito de Nenjiang               | 嫩江县                | Nènjiāng Xiàn                |    |                  |            |                     |      |
| Ciudad Heihe 黑河市 Hēihé Shì                               | Distrito de Xunke                  | 逊克县                | Xùnkè Xiàn                   |    |                  |            |                     |      |
| Ciudad Heihe 黑河市 Hēihé Shì                               | Distrito de Sunwu                  | 孙吴县                | Sūnwú Xiàn                   |    |                  |            |                     |      |
| Ciudad Daqing 大庆市 Dàqìng Shì                             | Sector de Sartu                    | 萨尔图区              | Sà'ěrtú Qū                   |    |                  |            |                     |      |
| Ciudad Daqing 大庆市 Dàqìng Shì                             | Sector de Longfeng                 | 龙凤区                | Lóngfèng Qū                  |    |                  |            |                     |      |
| Ciudad Daqing 大庆市 Dàqìng Shì                             | Sector de Ranghulu                 | 让胡路区              | Rànghúlù Qū                  |    |                  |            |                     |      |
| Ciudad Daqing 大庆市 Dàqìng Shì                             | Sector de Datong                   | 大同区                | Dàtóng Qū                    |    |                  |            |                     |      |
| Ciudad Daqing 大庆市 Dàqìng Shì                             | Sector de Honggang                 | 红岗区                | Hónggǎng Qū                  |    |                  |            |                     |      |
| Ciudad Daqing 大庆市 Dàqìng Shì                             | Distrito de Zhaozhou               | 肇州县                | Zhàozhōu Xiàn                |    |                  |            |                     |      |
| Ciudad Daqing 大庆市 Dàqìng Shì                             | Distrito de Zhaoyuan               | 肇源县                | Zhàoyuán Xiàn                |    |                  |            |                     |      |
| Ciudad Daqing 大庆市 Dàqìng Shì                             | Distrito de Lindian                | 林甸县                | Líndiàn Xiàn                 |    |                  |            |                     |      |
| Ciudad Daqing 大庆市 Dàqìng Shì                             | Distrito Autónomo Mongol de Dorbod | 杜尔伯特 蒙古族自治县 | Dù'ěrbótè Měnggǔzú Zìzhìxiàn |    |                  |            |                     |      |
| Ciudad Yichun 伊春市 Yīchūn Shì                             | Sector de Yichun                   | 伊春区                | Yīchūn Qū                    |    |                  |            |                     |      |
| Ciudad Yichun 伊春市 Yīchūn Shì                             | Sector de Nancha                   | 南岔区                | Nánchà Qū                    |    |                  |            |                     |      |
| Ciudad Yichun 伊春市 Yīchūn Shì                             | Sector de Youhao                   | 友好区                | Yǒuhǎo Qū                    |    |                  |            |                     |      |
| Ciudad Yichun 伊春市 Yīchūn Shì                             | Sector de Xilin                    | 西林区                | Xīlín Qū                     |    |                  |            |                     |      |
| Ciudad Yichun 伊春市 Yīchūn Shì                             | Sector de Cuiluan                  | 翠峦区                | Cuìluán Qū                   |    |                  |            |                     |      |
| Ciudad Yichun 伊春市 Yīchūn Shì                             | Sector de Xinqing                  | 新青区                | Xīnqīng Qū                   |    |                  |            |                     |      |
| Ciudad Yichun 伊春市 Yīchūn Shì                             | Sector de Meixi                    | 美溪区                | Měixī Qū                     |    |                  |            |                     |      |
| Ciudad Yichun 伊春市 Yīchūn Shì                             | Sector de Jinshantun               | 金山屯区              | Jīnshāntún Qū                |    |                  |            |                     |      |
| Ciudad Yichun 伊春市 Yīchūn Shì                             | Sector de Wuying                   | 五营区                | Wǔyíng Qū                    |    |                  |            |                     |      |
| Ciudad Yichun 伊春市 Yīchūn Shì                             | Sector de Wumahe                   | 乌马河区              | Wūmǎhé Qū                    |    |                  |            |                     |      |
| Ciudad Yichun 伊春市 Yīchūn Shì                             | Sector de Tangwanghe               | 汤旺河区              | Tāngwànghé Qū                |    |                  |            |                     |      |
| Ciudad Yichun 伊春市 Yīchūn Shì                             | Sector de Dailing                  | 带岭区                | Dàilǐng Qū                   |    |                  |            |                     |      |
| Ciudad Yichun 伊春市 Yīchūn Shì                             | Sector de Wuyiling                 | 乌伊岭区              | Wūyīlǐng Qū                  |    |                  |            |                     |      |
| Ciudad Yichun 伊春市 Yīchūn Shì                             | Sector de Hongxing                 | 红星区                | Hóngxīng Qū                  |    |                  |            |                     |      |
| Ciudad Yichun 伊春市 Yīchūn Shì                             | Sector de Shangganling             | 上甘岭区              | Shànggānlǐng Qū              |    |                  |            |                     |      |
| Ciudad Yichun 伊春市 Yīchūn Shì                             | Ciudad Tieli                       | 铁力市                | Tiělì Shì                    |    |                  |            |                     |      |
| Ciudad Yichun 伊春市 Yīchūn Shì                             | Distrito de Jiayin                 | 嘉荫县                | Jiāyīn Xiàn                  |    |                  |            |                     |      |
| Ciudad Hegang 鹤岗市 Hègǎng Shì                             | Sector de Xingshan                 | 兴山区                | Xìngshān Qū                  |    |                  |            |                     |      |
| Ciudad Hegang 鹤岗市 Hègǎng Shì                             | Sector de Xiangyang                | 向阳区                | Xiàngyáng Qū                 |    |                  |            |                     |      |
| Ciudad Hegang 鹤岗市 Hègǎng Shì                             | Sector de Gongnong                 | 工农区                | Gōngnóng Qū                  |    |                  |            |                     |      |
| Ciudad Hegang 鹤岗市 Hègǎng Shì                             | Sector de Nanshan                  | 南山区                | Nánshān Qū                   |    |                  |            |                     |      |
| Ciudad Hegang 鹤岗市 Hègǎng Shì                             | Sector de Xing'an                  | 兴安区                | Xīng'ān Qū                   |    |                  |            |                     |      |
| Ciudad Hegang 鹤岗市 Hègǎng Shì                             | Sector de Dongshan                 | 东山区                | Dōngshān Qū                  |    |                  |            |                     |      |
| Ciudad Hegang 鹤岗市 Hègǎng Shì                             | Distrito de Luobei                 | 萝北县                | Luóběi Xiàn                  |    |                  |            |                     |      |
| Ciudad Hegang 鹤岗市 Hègǎng Shì                             | Distrito de Suibin                 | 绥滨县                | Suíbīn Xiàn                  |    |                  |            |                     |      |
| Ciudad Jiamusi 佳木斯市 Jiāmùsī Shì                         | Sector de Qianjin                  | 前进区                | Qiánjìn Qū                   |    |                  |            |                     |      |
| Ciudad Jiamusi 佳木斯市 Jiāmùsī Shì                         | Sector de Yonghong                 | 永红区                | Yǒnghóng Qū                  |    |                  |            |                     |      |
| Ciudad Jiamusi 佳木斯市 Jiāmùsī Shì                         | Sector de Xiangyang                | 向阳区                | Xiàngyáng Qū                 |    |                  |            |                     |      |
| Ciudad Jiamusi 佳木斯市 Jiāmùsī Shì                         | Sector de Dongfeng                 | 东风区                | Dōngfēng Qū                  |    |                  |            |                     |      |
| Ciudad Jiamusi 佳木斯市 Jiāmùsī Shì                         | Sector de Jiaoqu                   | 郊区                  | Jiāo Qū                      |    |                  |            |                     |      |
| Ciudad Jiamusi 佳木斯市 Jiāmùsī Shì                         | Ciudad Tongjiang                   | 同江市                | Tóngjiāng Shì                |    |                  |            |                     |      |
| Ciudad Jiamusi 佳木斯市 Jiāmùsī Shì                         | Ciudad Fujin                       | 富锦市                | Fùjǐn Shì                    |    |                  |            |                     |      |
| Ciudad Jiamusi 佳木斯市 Jiāmùsī Shì                         | Distrito de Huanan                 | 桦南县                | Huànán Xiàn                  |    |                  |            |                     |      |
| Ciudad Jiamusi 佳木斯市 Jiāmùsī Shì                         | Distrito de Huachuan               | 桦川县                | Huàchuān Xiàn                |    |                  |            |                     |      |
| Ciudad Jiamusi 佳木斯市 Jiāmùsī Shì                         | Distrito de Tangyuan               | 汤原县                | Tāngyuán Xiàn                |    |                  |            |                     |      |
| Ciudad Jiamusi 佳木斯市 Jiāmùsī Shì                         | Distrito de Fuyuan                 | 抚远县                | Fǔyuǎn Xiàn                  |    |                  |            |                     |      |
| Ciudad Shuangyashan 双鸭山市 Shuāngyāshān shì               | Sector de Jianshan                 | 尖山区                | Jiānshān Qū                  |    |                  |            |                     |      |
| Ciudad Shuangyashan 双鸭山市 Shuāngyāshān shì               | Sector de Lingdong                 | 岭东区                | Lǐngdōng Qū                  |    |                  |            |                     |      |
| Ciudad Shuangyashan 双鸭山市 Shuāngyāshān shì               | Sector de Sifangtai                | 四方台区              | Sìfāngtái Qū                 |    |                  |            |                     |      |
| Ciudad Shuangyashan 双鸭山市 Shuāngyāshān shì               | Sector de Baoshan                  | 宝山区                | Bǎoshān Qū                   |    |                  |            |                     |      |
| Ciudad Shuangyashan 双鸭山市 Shuāngyāshān shì               | Distrito de Jixian                 | 集贤县                | Jíxián Xiàn                  |    |                  |            |                     |      |
| Ciudad Shuangyashan 双鸭山市 Shuāngyāshān shì               | Distrito de Youyi                  | 友谊县                | Yǒuyì Xiàn                   |    |                  |            |                     |      |
| Ciudad Shuangyashan 双鸭山市 Shuāngyāshān shì               | Distrito de Baoqing                | 宝清县                | Bǎoqīng Xiàn                 |    |                  |            |                     |      |
| Ciudad Shuangyashan 双鸭山市 Shuāngyāshān shì               | Distrito de Raohe                  | 饶河县                | Ráohé Xiàn                   |    |                  |            |                     |      |
| Ciudad Qitaihe 七台河市 Qītáihé Shì                         | Sector de Taoshan                  | 桃山区                | Táoshān Qū                   |    |                  |            |                     |      |
| Ciudad Qitaihe 七台河市 Qītáihé Shì                         | Sector de Xinxing                  | 新兴区                | Xīnxīng Qū                   |    |                  |            |                     |      |
| Ciudad Qitaihe 七台河市 Qītáihé Shì                         | Sector de Qiezihe                  | 茄子河区              | Qiézihé Qū                   |    |                  |            |                     |      |
| Ciudad Qitaihe 七台河市 Qītáihé Shì                         | Distrito de Boli                   | 勃利县                | Bólì Xiàn                    |    |                  |            |                     |      |
| Ciudad Jixi 鸡西市 Jīxī Shì                                 | Sector de Jiguan                   | 鸡冠区                | Jīguān Qū                    |    |                  |            |                     |      |
| Ciudad Jixi 鸡西市 Jīxī Shì                                 | Sector de Hengshan                 | 恒山区                | Héngshān Qū                  |    |                  |            |                     |      |
| Ciudad Jixi 鸡西市 Jīxī Shì                                 | Sector de Didao                    | 滴道区                | Dīdào Qū                     |    |                  |            |                     |      |
| Ciudad Jixi 鸡西市 Jīxī Shì                                 | Sector de Lishu                    | 梨树区                | Líshù Qū                     |    |                  |            |                     |      |
| Ciudad Jixi 鸡西市 Jīxī Shì                                 | Sector de Chengzihe                | 城子河区              | Chéngzǐhé Qū                 |    |                  |            |                     |      |
| Ciudad Jixi 鸡西市 Jīxī Shì                                 | Sector de Mashan                   | 麻山区                | Máshān Qū                    |    |                  |            |                     |      |
| Ciudad Jixi 鸡西市 Jīxī Shì                                 | Ciudad Hulin                       | 虎林市                | Hǔlín Shì                    |    |                  |            |                     |      |
| Ciudad Jixi 鸡西市 Jīxī Shì                                 | Ciudad Mishan                      | 密山市                | Mìshān Shì                   |    |                  |            |                     |      |
| Ciudad Jixi 鸡西市 Jīxī Shì                                 | Distrito de Jidong                 | 鸡东县                | Jīdōng Xiàn                  |    |                  |            |                     |      |
| Ciudad Mudanjiang 牡丹江市 Mǔdānjiāng Shì                   | Sector de Aimin                    | 爱民区                | Àimín Qū                     |    |                  |            |                     |      |
| Ciudad Mudanjiang 牡丹江市 Mǔdānjiāng Shì                   | Sector de Dong'an                  | 东安区                | Dōng'ān Qū                   |    |                  |            |                     |      |
| Ciudad Mudanjiang 牡丹江市 Mǔdānjiāng Shì                   | Sector de Yangming                 | 阳明区                | Yángmíng Qū                  |    |                  |            |                     |      |
| Ciudad Mudanjiang 牡丹江市 Mǔdānjiāng Shì                   | Sector de Xi'an                    | 西安区                | Xī'ān Qū                     |    |                  |            |                     |      |
| Ciudad Mudanjiang 牡丹江市 Mǔdānjiāng Shì                   | Ciudad Muling                      | 穆棱市                | Mùlíng Shì not léng          |    |                  |            |                     |      |
| Ciudad Mudanjiang 牡丹江市 Mǔdānjiāng Shì                   | Ciudad Suifenhe                    | 绥芬河市              | Suífēnhé Shi                 |    |                  |            |                     |      |
| Ciudad Mudanjiang 牡丹江市 Mǔdānjiāng Shì                   | Ciudad Hailin                      | 海林市                | Hǎilín Shì                   |    |                  |            |                     |      |
| Ciudad Mudanjiang 牡丹江市 Mǔdānjiāng Shì                   | Ciudad Ning'an                     | 宁安市                | Níng'ān Shì                  |    |                  |            |                     |      |
| Ciudad Mudanjiang 牡丹江市 Mǔdānjiāng Shì                   | Distrito de Dongning               | 东宁县                | Dōngníng Xiàn                |    |                  |            |                     |      |
| Ciudad Mudanjiang 牡丹江市 Mǔdānjiāng Shì                   | Distrito de Linkou                 | 林口县                | Línkǒu Xiàn                  |    |                  |            |                     |      |
| Ciudad Suihua 绥化市 Suíhuà Shì                             | Sector de Beilin                   | 北林区                | Běilín Qū                    |    |                  |            |                     |      |
| Ciudad Suihua 绥化市 Suíhuà Shì                             | Ciudad Anda                        | 安达市                | Āndá Shì                     |    |                  |            |                     |      |
| Ciudad Suihua 绥化市 Suíhuà Shì                             | Ciudad Zhaodong                    | 肇东市                | Zhàodōng Shì                 |    |                  |            |                     |      |
| Ciudad Suihua 绥化市 Suíhuà Shì                             | Ciudad Hailun                      | 海伦市                | Hǎilún Shì                   |    |                  |            |                     |      |
| Ciudad Suihua 绥化市 Suíhuà Shì                             | Distrito de Wangkui                | 望奎县                | Wàngkuí Xiàn                 |    |                  |            |                     |      |
| Ciudad Suihua 绥化市 Suíhuà Shì                             | Distrito de Lanxi                  | 兰西县                | Lánxī Xiàn                   |    |                  |            |                     |      |
| Ciudad Suihua 绥化市 Suíhuà Shì                             | Distrito de Qinggang               | 青冈县                | Qīnggāng Xiàn                |    |                  |            |                     |      |
| Ciudad Suihua 绥化市 Suíhuà Shì                             | Distrito de Qing'an                | 庆安县                | Qìng'ān Xiàn                 |    |                  |            |                     |      |
| Ciudad Suihua 绥化市 Suíhuà Shì                             | Distrito de Mingshui               | 明水县                | Míngshuǐ Xiàn                |    |                  |            |                     |      |
| Ciudad Suihua 绥化市 Suíhuà Shì                             | Distrito de Suileng                | 绥棱县                | Suíléng Xiàn                 |    |                  |            |                     |      |
| Prefectura de Daxing'anling 大兴安岭地区 Dàxīng'ānlǐng Dìqū | Jiagedaqi District                 | 加格达奇区            | Jiāgédáqí Qū 1               |    |                  |            |                     |      |
| Prefectura de Daxing'anling 大兴安岭地区 Dàxīng'ānlǐng Dìqū | Sector de Songling                 | 松岭区                | Sōnglǐng Qū 1                |    |                  |            |                     |      |
| Prefectura de Daxing'anling 大兴安岭地区 Dàxīng'ānlǐng Dìqū | Sector de Huzhong                  | 呼中区                | Hūzhōng Qū ²                 |    |                  |            |                     |      |
| Prefectura de Daxing'anling 大兴安岭地区 Dàxīng'ānlǐng Dìqū | Sector de Xinlin                   | 新林区                | Xīnlín Qū ²                  |    |                  |            |                     |      |
| Prefectura de Daxing'anling 大兴安岭地区 Dàxīng'ānlǐng Dìqū | Distrito de Huma                   | 呼玛县                | Hūmǎ Xiàn                    |    |                  |            |                     |      |
| Prefectura de Daxing'anling 大兴安岭地区 Dàxīng'ānlǐng Dìqū | Distrito de Tahe                   | 塔河县                | Tǎhé Xiàn                    |    |                  |            |                     |      |
| Prefectura de Daxing'anling 大兴安岭地区 Dàxīng'ānlǐng Dìqū | Distrito de Mohe                   | 漠河县                | Mòhé Xiàn                    |    |                  |            |                     |      |

1 — Nominalmente parte de la Bandera Autónoma Oroqin, Mongolia Interior. Oficialmente no es un nivel de gobierno ni parte de la provincia de Heilongjiang.

² — Nominalmente parte del Distrito de Huma. No es un nivel oficial de gobierno.